# Kajetan Cyprian Pląskowski
Kajetan Cyprian Pląskowski herbu Oksza (ur. 1781, zm. 27 stycznia 1869 w Czarnem) – polski żołnierz czasów wojen napoleońskich, szlachcic i właściciel ziemski.

## Życiorys
Był synem Michała Pląskowskiego (1742-1812), koniuszego dworskiego w Opalenicy i Katarzyny Czaplickiej. W 1793 r. jego ojciec rozpoczął budowę drewnianego Kościoła w Czarnem, w którą Kajetan był mocno zaangażowany.
Służył w wojsku polskim w okresie Księstwa Warszawskiego. Brał udział w wojnie polsko austriackiej w stopniu porucznika. Następnie otrzymał stopień podpułkownika. Był kawalerem Orderu Legii Honorowej.
W 1815 roku wykupił od swojego brata Antoniego Pląskowskiego ziemie, tj. wieś Czarne i Bałdowo, które ten odziedziczył po ich ojcu. W 1847 roku jego majątek, którego wartość oszacowano na ok. 350 tysięcy złotych, przejął syn Ignacy Pląskowski. Sam zachował dożywotnio folwark Józefowo, także wchodzący w skład majątku Czarne.
Był radcą Towarzystwa Kredytowego Ziemskiego guberni płockiej. W latach 1831–1842 był prezesem tegoż Towarzystwa. Z tego powodu, przez jakiś czas mieszkał z rodziną w Płocku. W 1843 r. odsprzedał  Towarzystwu dom przy ul. Warszawskiej w Płocku, za kwotę 29 tysięcy złotych. Lokal wykorzystano jako biuro prezesa Towarzystwa.
W 1838 r. został wylegitymowany przez Heroldię Królestwa Polskiego. 

## Rodzina
Jego żoną była Józefa Trembecka, prawnuczka poety Jakuba Teodora Trembeckiego. Żona wniosła do rodziny pokaźny księgozbiór, zawierający dzieła z XVI i XVII wieku. Był on ozdobą majątku Czarne. Oprócz tego, wniosła także kolekcję portretów rodowych.
Pląskowscy doczekali się pięciorga dzieci:
- Ignacego Kazimierza (1818-1888) - ziemianina
- Romualda (1821-1896) - psychiatry i publicysty.
- Anny (1824-1896) - żona Anzelma Kiełczewskiego h. Pomian.
- Felicjana (1825-1858) - urzędnika.
- Pelagii - żony Nikodema Jezierskiego[2][3].

Dzieci Kajetana i Józefy otrzymały solidne wykształcenie.